# 東京都立工科短期大学
東京都立工科短期大学（とうきょうとりつこうかたんきだいがく、英語: Metropolitan College of Technology, Tokyo）は、東京都日野市旭ヶ丘6－6に本部を置いていた日本の公立大学である。1972年に設置され、1988年に廃止された。大学の略称は都工短。

## 概要

### 大学全体
- 東京都日野市に移に所在した日本の公立短期大学で、設置主体は東京都[2]。
- 1954年に開学した東京都立工業短期大学が、1960年に開学した東京都立航空工業短期大学を吸収・合併。なおかつ新たに学科を増設しさらにキャンパス移転の上で1972年に6学科体制で再開学となる[3]。以後は、入学定員に一部変更はなされるも学科数は変わらず。
- 1985年度の入学生を最後に[注釈 2]、短期大学としての使命を終える[注釈 3]。

### 教育および研究
- 東京都立工業短期大学は工業に関する専門の学術、有能な工業技術の養成とりわけ生産における実学に即した技術教育に重点をおいていた。

## 沿革
- 1954年
  - 4月1日 東京都立工業短期大学が開学。
- 1960年
  - 4月1日 東京都立航空工業短期大学が開学。
- 1972年
  - 1月29日 左記を以て文部省[注 2]より上記2短大を統合した上での再設置が認められる[注 3]。
  - 4月1日 東京都立工科短期大学が以下の学科体制にて再開学する[注 4]。
    - 機械工学科 入学定員40名
    - 生産機械工学科 入学定員40名
    - 電気電子工学科 入学定員40名
    - 生産管理学科 入学定員40名
    - 航空機体工学科 入学定員40名
    - 航空原動機工学科 入学定員40名

  - 5月1日 学生数[8]/定員
    - 機械工学科 51[注釈 4]/40
    - 生産機械工学科 52[注釈 5]/40
    - 電気電子工学科 53[注釈 6]/40
    - 生産管理学科 45[注 5]/40
    - 航空機体工学科 A[注釈 5]/40
    - 航空原動機工学科 A[注釈 5]/40
- 1980年
  - 4月1日 一部の学科名を以下の通り変更[9]。
    - 生産機械工学科→精密機械工学科
    - 生産管理学科→生産管理工学科
- 1982年
  - 4月1日 一部の学科の入学定員を以下の通り変更する[注 6]。
    - 精密機械工学科 40→30
    - 電気電子工学科 40→50

  - 5月1日 学生数[12]/定員
    - 機械工学科 88[注釈 4]/80
    - 精密機械工学科 78[注 7]/70
    - 電気電子工学科 126[注 8]/90
    - 管理工学科 109[注 9]/80
    - 航空機体工学科 97[注釈 7]/80　
    - 航空原動機工学科 99[注釈 7]/80
- 1985年
  - 4月1日 この度をもって募集最後となる[注釈 2]。
  - 5月1日 学生数[13]/定員
    - 機械工学科 82[注 10]/80
    - 精密機械工学科 64[注 11]/60
    - 電気電子工学科 119[注 12]/100
    - 生産管理工学科 99[注 13]/80
    - 航空機体工学科 82[注 14]/80
    - 航空原動機工学科 85[注 15]/80
- 1986年
  - 5月1日 学生数[14]/定員
    - 機械工学科 37[注釈 6]/40
    - 精密機械工学科 36[注 16]/30
    - 電気電子工学科 54[注 17]/50
    - 管理工学科 46[注 18]/S
    - 航空機体工学科 39[注 19]/40
    - 航空原動機工学科 38[注釈 7]/40
- 1987年
  - 5月1日 学生数[15]/定員
    - 機械工学科 1[注釈 5]/-
    - 航空機体工学科 1[注釈 5]/-
- 1988年
  - 4月30日 左記をもって正式に廃止となる[注釈 3]。

## 基礎データ

### 所在地
- 東京都品川区東大井1-10-40[注釈 1]

## 教育および研究

### 組織

#### 学科[注 20]
- 機械工学科 入学定員40名
- 精密機械工学科 入学定員30名
- 電気電子工学科 入学定員50名
- 生産管理学科 入学定員40名
- 航空機体工学科 入学定員40名
- 航空原動機工学科 入学定員40名

#### 専攻科
- なし

#### 別科
- なし

#### 研究
- 『東京都立工科短期大学研究報告』[18]

## 学生生活

### 部活動・クラブ活動・サークル活動
- 東京都立工業短期大学で活動していたクラブ活動[19]
  - 体育系：バスケットボール、バドミントン、陸上競技、ボクシング、サッカーほか
  - 文化系：音楽、航空、コンピューター、写真、落語ほか

### 学園祭
- 東京都立工科短期大学の学園祭は「工科祭」と呼ばれていた[20]。

## 施設

### キャンパス
- 鉄筋コンクリート校舎で地上4階、地下1階建て。校地面積62408㎡。本館、実験棟、体育館、学生クラブが立地していた[21]。

### 寮
- 東京都立工科短期大学には学生寮はなく、アパートや下塾の斡旋がなされていた[22]。

## 対外関係

### 系列校
- 東京都立航空工業短期大学
- 東京都立立川短期大学
- 東京都立商科短期大学
- 東京都立医療技術短期大学

## 卒業後の進路について

### 編入学・進学実績
- 東京都立大学工学部、千葉大学工学部、長岡技術科学大学、豊橋技術科学大学、上智大学、東海大学ほか航空大学校等がある[注 21]。